# Paradela (Lugo)
Paradela ist eine spanische Gemeinde (Concello) mit 1.591 Einwohnern (Stand: 2024) in der Provinz Lugo der Autonomen Gemeinschaft Galicien.

## Geografie
Paradela liegt südwestlich des Zentrums der Provinz Lugo ca. 25 Kilometer südlich der Provinzhauptstadt Lugo.
Umgeben wird Paradela von den sieben Nachbargemeinden:
| Portomarín | O Páramo                                    |         |
| Taboada    | Kompassrose, die auf Nachbargemeinden zeigt | Sarria  |
| O Saviñao  | Bóveda                                      | O Incio |

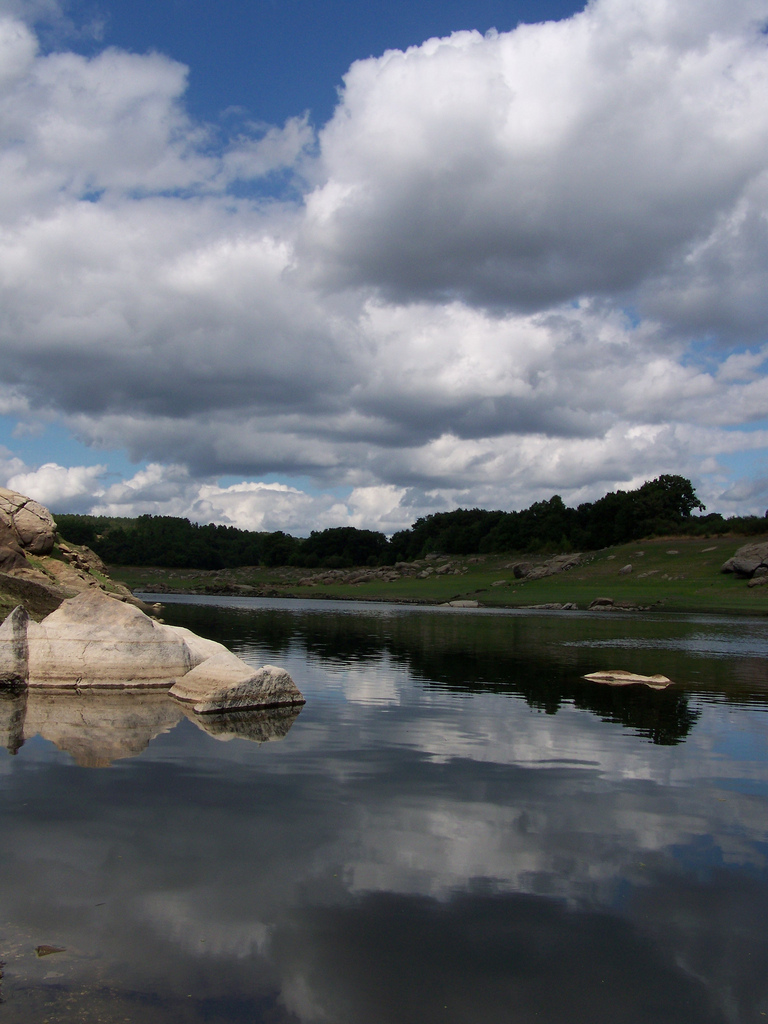
Río Miño

Paradela liegt im Südwesten der Provinz Lugo, zwischen dem Tal des Río Miño und der Sarria-Senke. Der Miño bildet die natürliche Grenze zu den westlichen Nachbargemeinden Portomarín und Taboada. Der höchste Punkt des Gemeindegebiets ist im Süden der Pena Ventureira mit einer Höhe von 838 m, wobei die durchschnittliche Höhe der Gemeinde 600 m beträgt.

## Klima
|                        | Jan | Feb  | Mär  | Apr  | Mai  | Jun  | Jul  | Aug  | Sep  | Okt  | Nov  | Dez |   |      |
| Mittl. Temperatur (°C) | 5,6 | 5,8  | 8    | 9,7  | 12,6 | 16,2 | 18   | 18,3 | 16,5 | 13   | 8,3  | 6,2 | ⌀ | 11,5 |
| Mittl. Tagesmax. (°C)  | 9,3 | 10,2 | 12,7 | 14,5 | 17,4 | 21,4 | 23,5 | 24   | 22,1 | 17,6 | 11,9 | 10  | ⌀ | 16,2 |
| Mittl. Tagesmin. (°C)  | 2,3 | 1,8  | 3,5  | 5,1  | 7,8  | 11,2 | 13   | 13,2 | 11,5 | 8,8  | 5    | 2,8 | ⌀ | 7,2  |
|                        |     |      |      |      |      |      |      |      |      |      |      |     |   |      |
| Niederschlag (mm)      | 112 | 84   | 87   | 94   | 80   | 54   | 31   | 37   | 59   | 117  | 125  | 118 | Σ | 998  |
|                        |     |      |      |      |      |      |      |      |      |      |      |     |   |      |
| Sonnenstunden (h/d)    | 3,8 | 4,9  | 6,1  | 6,9  | 7,8  | 8,5  | 8,4  | 8,4  | 7,9  | 6,3  | 4,3  | 4,1 | ⌀ | 6,5  |
|                        |     |      |      |      |      |      |      |      |      |      |      |     |   |      |
| Regentage (d)          | 10  | 8    | 8    | 10   | 9    | 6    | 5    | 5    | 7    | 9    | 11   | 10  | Σ | 98   |
|                        |     |      |      |      |      |      |      |      |      |      |      |     |   |      |
| Luftfeuchtigkeit (%)   | 86  | 83   | 79   | 79   | 78   | 75   | 72   | 71   | 73   | 79   | 85   | 84  | ⌀ | 78,6 |

| 2,3 |

| 1,8 |

| 3,5 |

| 5,1 |

| 7,8 |

| 11,2 |

| 13 |

| 13,2 |

| 11,5 |

| 8,8 |

| 5 |

| 2,8 |

| 2,3 |

| 1,8 |

| 3,5 |

| 5,1 |

| 7,8 |

| 11,2 |

| 13 |

| 13,2 |

| 11,5 |

| 8,8 |

| 5 |

| 2,8 |

Das Klima zeichnet sich durch mäßig warme Sommer und relativ milde Winter aus. Fast die Hälfte der Niederschläge fällt in den Monaten Oktober bis Januar. Der November ist der feuchteste Monat des Winters und mehr als viermal so niederschlagsreich wie der Juli, der trockenste Monat des Sommers. Luftfeuchtigkeit, Niederschlagsmengen und Anzahl der Regentage pro Monat nehmen in den Sommermonaten Juli und August deutlich ab. Das Klima ist als Csb-Klima klassifiziert. 

## Wappen
Auf dem Wappen der Gemeinde stellt die Mitra das Kloster Loio dar, die in der Bulle „Benedictus Deus“ von Papst Alexander III. genannt wird, die die Ordensregel des Santiagoordens bestätigt.
Die Glocke stellt die des Erzengels Michael dar, dem bei schwierigen Entbindungen immer ein wundersamer Ruf zugeschrieben wurde.
Das große Jakobskreuz in der Mitte erinnert an die Passage des Camino de los Franceses (französischen Wegs) nach Santiago de Compostela durch das Gebiet der Gemeinde, in dem sich wichtige Krankenhäuser für Pilger sowie einige der ersten Besitzungen und Hauptsitze des Ordens befanden.
Und schließlich repräsentieren die beiden Kastanienbäume den herausragenden Waldreichtum von Paradela.

## Bevölkerungsentwicklung der Gemeinde
Quelle: INE-Archiv – grafische Aufarbeitung für Wikipedia
Nach einem Anwachsen der Gemeindegröße auf über 5200 Einwohner um 1920 sank die Zahl der Bevölkerung seit 1960 stetig bis unter 2000.
| Männer | Alterstufe | Frauen |
| ------ | ---------- | ------ |
| 1      | 100+       | 0      |
| 6      | 95–99      | 14     |
| 18     | 90–94      | 35     |
| 38     | 85–89      | 66     |
| 59     | 80–84      | 57     |
| 73     | 75–79      | 69     |
| 62     | 70–74      | 76     |
| 85     | 65–69      | 60     |
| 75     | 60–64      | 83     |
| 68     | 55–59      | 63     |
| 55     | 50–54      | 54     |
| 55     | 45–49      | 50     |
| 55     | 40–44      | 39     |
| 51     | 35–39      | 48     |
| 37     | 30–34      | 35     |
| 42     | 25–29      | 25     |
| 28     | 20–24      | 26     |
| 8      | 15–19      | 15     |
| 12     | 10–14      | 14     |
| 13     | 5–9        | 22     |
| 20     | 0–4        | 11     |

Am 1. Januar 2021 waren über 51 % der Bevölkerung (54 % der Männer, 49 % der Frauen) im erwerbsfähigen Alter (20–64), während dieser Wert für ganz Spanien ca. 61 % betrug.
Die erhebliche Überalterung der Bevölkerung der Gemeinde zeigt folgende Tabelle, bei der das Verhältnis von Gruppen von älteren Personen mit Gruppen von Personen der jüngeren Generation verglichen wird:
| Alter | Anzahl Personen | Alter | Anzahl Personen | Provinz | Galicien | Spanien |
| ----- | --------------- | ----- | --------------- | ------- | -------- | ------- |
| 60–64 | 100             | 20–24 | 34              | 49      | 58       | 79      |
| 55–59 | 100             | 15–19 | 18              | 45      | 57       | 71      |
| 50–54 | 100             | 10–14 | 24              | 47      | 56       | 68      |

## Gemeindegliederung
Die Gemeinde Paradela ist in 18 Parroquias gegliedert:
| Parroquias                   | Patrozinium    | Einwohner 2024 | Fläche km² | Dichte Einw./km² | Höhe msnm | Ortskennzahl |
| ---------------------------- | -------------- | -------------- | ---------- | ---------------- | --------- | ------------ |
| Aldosende                    | Santiago       | 112            | 11,74      | 10               | 567       | 27042010000  |
| Andreade                     | Santiago       | 37             | 3,92       | 9                | 648       | 27042020000  |
| Barán                        | San Pedro      | 100            | 6,70       | 15               | 595       | 27042030000  |
| Castro                       | San Mamede     | 37             | 2,66       | 14               | 567       | 27042040000  |
| Castro de Rei de Lemos       | Santa María    | 405            | 47,94      | 8                | 697       | 27042060000  |
| As Cortes                    | San Salvador   | 96             | 4,71       | 20               | 456       | 27042070000  |
| Ferreiros                    | Santa María    | 97             | 6,26       | 15               | 648       | 27042080000  |
| Francos                      | Santa María    | 32             | 2,19       | 15               | 575       | 27042090000  |
| A Laxe                       | Santiago       | 73             | 4,37       | 17               | 0         | 27042100000  |
| Loio                         | San Xoán       | 20             | 1,60       | 13               | 424       | 27042110000  |
| Paradela                     | San Miguel     | 236            | 2,70       | 87               | 614       | 27042120000  |
| San Facundo de Ribas de Miño | San Facundo    | 10             | 3,41       | 3                | 396       | 27042160000  |
| San Martiño de Castro        | San Martiño    | 60             | 2,32       | 26               | 0         | 27042050000  |
| San Vicente de Paradela      | San Vicente    | 97             | 6,39       | 15               | 0         | 27042130000  |
| Santa Cristina de Paradela   | Santa Cristina | 61             | 2,50       | 24               | 0         | 27042140000  |
| Santalla de Paradela         | Santalla       | 55             | 3,58       | 15               | 563       | 27042150000  |
| Suar                         | San Lourenzo   | 17             | 2,15       | 8                | 545       | 27042170000  |
| Vilaragunte                  | Santa María    | 93             | 5,96       | 16               | 626       | 27042180000  |

Der Hauptort der Gemeinde, Paradela, befindet sich in der Parroquia San Miguel im Norden des Gemeindegebiets.

## Jakobsweg
Durch Paradela führt der Jakobsweg mit der Variante Camino Francés (deutsch französischer Weg) von Sarria kommend und nach Portomarín fortsetzend.

## Sehenswürdigkeiten

### Castros
Es gibt zahlreiche Castros in der Gemeinde. Das Castro de Barán zeichnet sich durch die Bedeutung seiner Funde aus. Es ist eines der bemerkenswertesten in Galicien. Die wichtigsten gefundenen Überreste befinden sich im Provinzialmuseum von Lugo, von dem eine Fibel aus dem fünften Jahrhundert v. Chr. hervorsticht. Im Castro de Cortes wurden auch Stücke von großem Wert gefunden, unter denen eine perfekt geschnitzte Granitskulptur hervorsticht, die im Provinzmuseum von Lugo aufbewahrt wird.

### Santa María de Loio
Das Kloster Santa María de Loio in der Parroquia Cortes ist ein sehr relevanter Ort in der Geschichte des Jakobsweges. Es ist die Geburtsstätte des Ordens der Ritter von Santiago, der zum Schutz der Pilger gegründet wurde, und das Grab des Apostels Jakob im 9. und 10. Jahrhundert. Ein Bild des Heiligen in einer kürzlich restaurierten Kapelle weist auf dieses Geschehnis hin.

### San Facundo de Ribas de Miño
San Facundo de Ribas de Miño wurde 1982 zum Denkmal von nationalem Interesse (Bien de Interés Cultural) erklärt und besteht aus der Pfarrkirche und dem Pfarrhaus.
Sie wurde im Jahr 1997 restauriert und erhielt 1998 den ersten Preis des Colleges der Architekten Galiciens als bestes Restaurierungsprojekt, das in der Autonomen Gemeinschaft durchgeführt wurde. Diese Auszeichnung würdigt den originalen Charakter der durchgeführten Aktion, die auf einem Projekt der Architekten Alberte González Rodríguez und Jorge Salvador Fernández basiert.
Don Ricardo López bestätigt, dass das Gewölbe der Kirche San Facundo de Ribas de Miño die erste Manifestation des gotischen Stils auf der Iberischen Halbinsel ist. Es besteht aus sechs robusten Steinbögen, die in einem nur 5,30 m hohen Schlussstein zusammenlaufen.
Das Kloster San Facundo de Ribas de wurde um das Jahr 1120 gegründet und entstand aus der Berufung, Pilger aufzunehmen, die nach Santiago reisten. Die Geschichte beginnt, als Doña Urraca, Königin von León und Kastilien, um das Jahr 1116 in einem ihrer temperamentvollen Ausbrüche beschloss, die Einnahmequelle abzuschneiden, die die Pilger Erzbischof Diego Gelmírez versprochen hatten und riss die Brücke von Portomarín über den Fluss Miño auf dem Pilgerweg nach Compostela ab
Benediktinermönche ließen sich dann an der Stelle nieder, wo der Miño eine ruhigere Strömung zeigt, um die Pilger in kleinen Booten über den Fluss zu bringen und gründeten das Kloster um 1120. Im selben Jahr wurde die Brücke neu gebaut. San Facundo wurde die Zuflucht der Reisenden, die die Brückenmaut von Portomarín nicht bezahlen konnten und die Nacht in der Klosterkirche verbrachten.

### Santa María de Castro de Rei

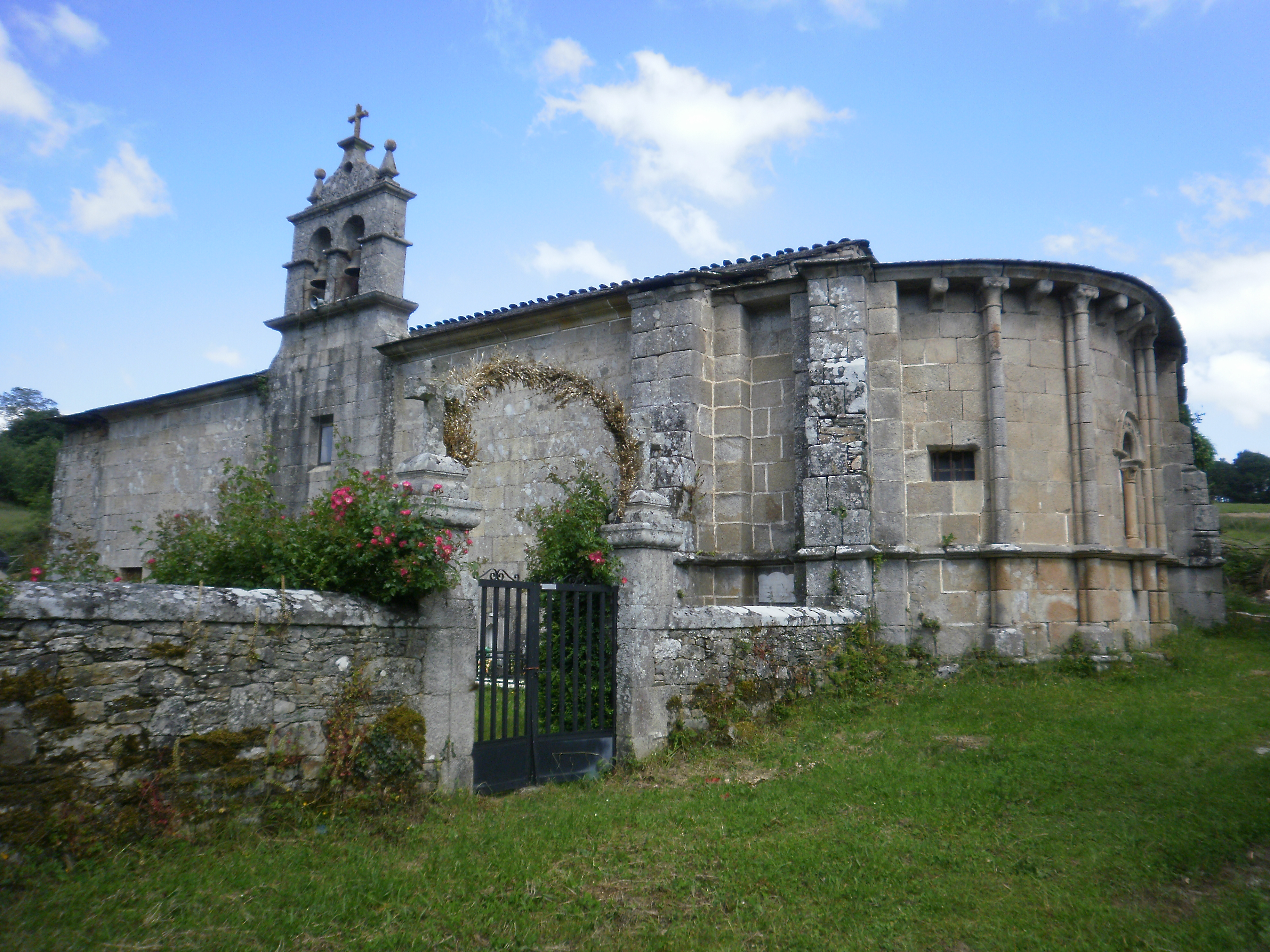

Von der Urkirche sind nur die Apsis, ein Teil der Mauern und andere Reste erhalten. Im Inneren befinden sich Reste von Malereien aus dem 15. und frühen 16. Jahrhundert und ein interessantes vorromanisches Kapitell. Santa María de Castro de Rei hat an seinem Vortragekreuz ein wertvolle, ein Meter langes Silberplatte aus dem Jahr 1730.
Der Name des Ortes, Mosteirovello, spielt auf den ursprünglichen Klosterstandort an. Vor dem 12. Jahrhundert gab es auf dem Gelände ein Benediktinerkloster, das später an die Seite des Flusses Loio verlegt wurde, wo es eine unabhängige Abtei wurde.
Für einige Zeit war das Kloster mit dem Kloster Carracedo im Bierzo verbunden. Die Ländereien des Klosters sind eine Schenkung des Königs Alfonso. Es gab bis zu zehn Äbte, die das Kloster und seine Ländereien leiteten. Nach dem Tod des letzten unabhängigen Abtes, Abt Pradomao, wurde das Kloster ein Priorat unter der Abhängigkeit des Klosters Montederramo. Es war Alfons VII., der ihm den Orden der Zisterzienser verlieh.

## Wirtschaft
| Ackerbau, Viehzucht und Fischerei                                             | 215 | 036,56 |
| Industrie                                                                     | 052 | 08,84  |
| Bauwirtschaft                                                                 | 039 | 06,63  |
| Dienstleistungsbetriebe                                                       | 282 | 047,96 |
| Total                                                                         | 588 | 100,00 |
| * Daten aus dem Statistischen Amt für Wirtschaftliche Entwicklung in Galicien |     |        |

## Verkehr
Die Gemeinde liegt fernab von Fernverkehrsstraßen. Die Provinzstraße LU-633 verbindet den Hauptort Paradela im Westen mit der Nachbargemeinde Portomarín und im Osten mit der benachbarten Gemeinde Sarria. Die Landstraße CP-4203 führt im Norden zur Gemeinde O Páramo, die Landstraße CP-4201 im Süden zu den Nachbargemeinden O Saviñao und Bóveda.